# Ophiomyia asterovora
Ophiomyia asterovora este o specie de muște din genul Ophiomyia, familia Agromyzidae, descrisă de Spencer în anul 1969.
Este endemică în Ontario. Conform Catalogue of Life specia Ophiomyia asterovora nu are subspecii cunoscute.